# Luchthaven Kozyrjovsk
Luchthaven Kozyrjovsk (Russisch: Аэропорт Козырёвск) was een kleine luchthaven in Rusland, gelegen aan de oostelijke oever van de rivier Kamtsjatka op 3 kilometer ten noordoosten van het dorp Kozyrjovsk in de kraj Kamtsjatka. De luchthaven was actief in de Sovjettijd, maar werd in 1995 samen met een aantal andere luchthavens in Kamtsjatka gesloten door het ministerie van Transport in verband met hogere onderhoudskosten, verminderde vluchten en het streven naar kostenbesparingen. De landingsstrook is in slechte staat.